# 31859 Zemaitis
31859 Zemaitis è un asteroide della fascia principale. Scoperto nel 2000, presenta un'orbita caratterizzata da un semiasse maggiore pari a 2,3911727 UA e da un'eccentricità di 0,1689062, inclinata di 2,32746° rispetto all'eclittica.